# Энциклопедия Юнлэ

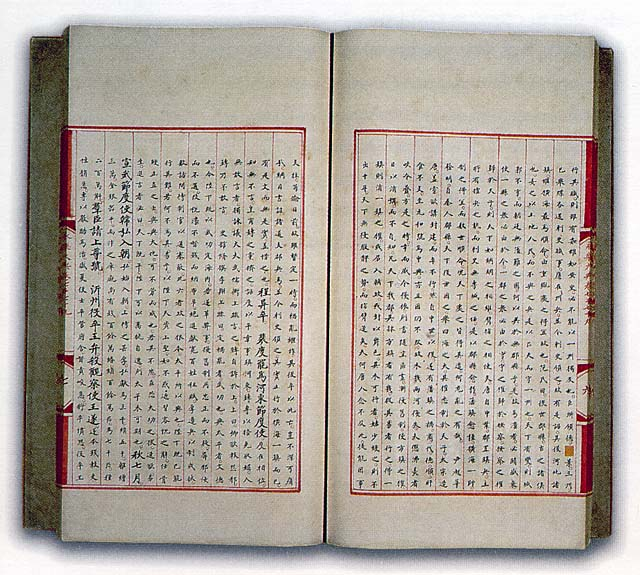
Разворот Юнлэ дадянь. Текст записан двойными столбцами по 28 иероглифов в каждом

Энциклопедия годов правления под девизом Юнлэ (кит. 永樂大典, Юнлэ дадянь) — самая большая неэлектронная энциклопедия в истории человечества. Создана по приказу китайского императора Юнлэ в 1403—1408 годах, включала содержание всех книг, имевшихся в императорской библиотеке, включая канонические, исторические, философские, художественные произведения. Выполнена в справочном жанре лэйшу — одном из двух видов энциклопедических сборников в Китае. Разнородный материал располагался не по тематическим категориям (как обычно в лэйшу), а в порядке иероглифов словаря Хунъу чжэнъюнь: каждый раздел представлял собой сборник выдержек, иногда целых глав или трактатов на одну общую тему, обозначенную иероглифом-названием раздела.
К составлению энциклопедии были привлечены несколько тысяч учёных из академии Ханьлинь. Энциклопедия насчитывала 22 877 книг (цзюаней), не считая 60 цзюаней оглавления, которые подразделялись на 11 095 томов (бэней). Суммарный объём свода по оценкам китаеведов — около 510 000 страниц и 300 000 000 иероглифов. В настоящее время сохранилось не более 797 цзюаней (4 % первоначального текста), переизданных в рамках международного проекта.

## История создания и сохранения
В 1403 году император Юнлэ образовал комиссию из 147 учёных во главе с Се Цзинем (кит. 解縉, 1347—1415) для составления свода всех известных к тому времени сочинений по всем темам. Первоначальный вариант энциклопедии был составлен через 17 месяцев и представлен императору под названием «Великий литературный свод». Однако почти сразу был отдан приказ о переработке издания, и составлена новая комиссия. Во главе её, наряду с Се Цзинем, встали Яо Гуансяо и Лю Цзичи, а также было включено 28 известных учёных и более 3000 каллиграфов и рядовых учёных со всех концов Китая. Они работали с материалами Императорской библиотеки и отобрали около 8000 произведений, созданных в период с древности до падения династии Юань. Материал энциклопедии располагался не по тематическим рубрикам, а в порядке иероглифов-рифм словаря «Правильные рифмы годов Хунъу» (Хунъу чжэнъюнь, 1375). Все работы велись в Нанкине.
Составление энциклопедии преследовало политические цели: император пришёл к власти в результате гражданской войны 1399—1403 годов и столкнулся с резкой оппозицией конфуцианских учёных-чиновников. Крупным литературным проектом он попытался привлечь на службу новые кадры и смягчить оппозицию.
Окончательный свод, одно оглавление которого занимало 60 цзюаней, был представлен государю в 1408 году, получил высочайшее одобрение и современное название; император написал к энциклопедии предисловие. Свод поначалу хранился в Нанкине, а в 1421 году был перевезён в Пекин, и помещён в хранилище Вэньлоу. В 1557 году в императорском дворце произошёл пожар, после чего с энциклопедии сняли копию, хранившуюся в историческом архиве Хуаншичэн (имевшем каменное здание). Копия была сделана в 1562—1567 годах силами 108 каллиграфов (была установлена норма выработки — 3 страницы в день). Каждый том копии снабжался ярлыком «повторно записано». Сведения о третьем комплекте энциклопедии, распространённые в западной литературе, ошибочны.
Оригинал энциклопедии, видимо, был утрачен уже в конце правления династии Мин, никаких следов оригинала не было известно уже в XVII веке. В правление императора Юнчжэна копия, из которой уже была утрачена десятая часть томов, была передана в академию Ханьлинь. Поскольку к XVIII веку бо́льшая часть сочинений, включённых в Юнлэ дадянь, были уже утрачены, энциклопедией стали широко пользоваться филологи и издатели эпохи Цяньлун. Во время составления Сыку цюаньшу по инициативе Чжу Юня было предпринято систематическое извлечение из энциклопедии различных сочинений, но далеко не всё было включено. Утраты Юнлэ дадянь продолжались: к 1875 году оставалось около 5000 томов (менее половины), из-за восстаний и войн к 1893 году было учтено немногим более 600 томов. Уничтожение завершилось во время восстания ихэтуаней. Часть томов были вывезены в Европу, США и Японию. Судя по каталогам 1926 и 1933 годов, сохранилось 349 томов (663 цзюани), из которых в Китае осталось 285. Китайские исследователи основали международный проект и к 2009 году выявили, собрали и переиздали 797 цзюаней минской энциклопедии.

### ТомаЮнлэ дадяньза пределами Китая
В библиотеке Петербургского университета и Академии наук хранились 11 томов Юнлэ дадянь (25 цзюаней), 10 из которых поступили в 1912 году из Пекинской духовной миссии в Азиатский музей Академии наук, а один — в 1935 году из Дальневосточного отделения АН СССР. Тома совершенно разрознены (за исключением двух): 16, 28, 49, 95, 231, 232, у остальных утрачены наклейки с номером тома и у одного — переплёт. Специальное их исследование предпринял в конце 1930-х годов В. Н. Казин, отметивший что сохранность у всех томов превосходна, тушь не побледнела, не пострадали тома и от наводнения 23 сентября 1924 года. В 1958 году решением советского руководства все эти материалы были возвращены Китайской Народной Республике.
Крупнейшие коллекции томов Юнлэ дадянь хранятся в Библиотеке Конгресса США (40 томов), в разных библиотеках Великобритании — 51 том, в разных библиотеках Германии — 5 томов, некоторое количество томов в Японии. В Тайваньской национальной библиотеке хранятся 62 тома энциклопедии. Суммарно сохранилось не более 4 % её первоначального объёма.

## Описание томов

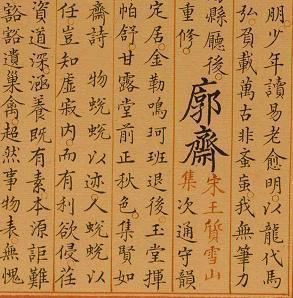
Пример построения текста. Крупными иероглифами приведено название рубрики Кочжай (廓斋 — «Великий буддийский пост»). Красной тушью выведены имена собственные и знаки препинания

Формат тома Юнлэ дадянь велик для китайской книжной традиции: 50 × 29,5 см, поэтому тома заключались в жёсткий картонный переплёт, оклеенный жёлтым шёлком, что делало их похожими на европейские. На корешке клеился ярлык (27 × 6,5 см), на котором писалось заглавие книги и номера первого и последнего цзюаня, входящих в состав данного тома. Нумерация цзюаней — общая для всего сочинения. Тома переписывались на плотной толстой белой бумаге, которая использовалась для живописи, а не книгопечатания. Листы сшивались бумажными жгутами, пропущенными через отверстия на полях листа у корешка. Рамки, линейки и столбцы на листе разграфлены красной тушью, красной тушью выполнены заглавия и знаки препинания, а также имена авторов. Размер текста на листе — 35 × 23 см. Сверху оставлены поля по 9 см, внизу — по 5,5 см. Каждая страница разграфлена на 8 столбцов, отступ текста от верхней рамки — 2,5 см.
Шрифтов два — крупный: писался одной строкой, в столбце помещалось по 14 иероглифов, и мелкий — писался двойной строкой, в столбце помещалось по 28 иероглифов. Один крупный знак занимает место четырёх мелких. Крупным шрифтом написаны заглавные иероглифы и выражения, прочие тексты — мелким. Весь текст снабжён знаками препинания, а также указателями тонов для знаков, имеющих несколько чтений. В одном томе содержатся чаще всего 2 цзюани, но бывало, что 1 или 3. В конце каждого тома имеется подобие нахзаца, шириной 16—18 см. Там указывались имена главных корректоров переписки и имена ставивших знаки препинания.
Тома хранились в футлярах по 10, всего их было 1100, но ни один из футляров не уцелел. Средняя толщина одного тома в переплёте — 16 см.

## Содержание
Юнлэ дадянь не имеет собственного текста, в его состав вошли все произведения китайской литературы, имевшиеся в минской императорской библиотеке, в том числе не дошедшие до нас сунские и юаньские сочинения. Тома разбиты по заглавным иероглифам, обозначающие названия разделов, под каждым из них могли располагаться статьи следующих разновидностей:
1. Словарное определение иероглифа — очень краткое, встречается во всех случаях без исключения; писались сразу несколько определений из различных китайских словарей тех времён, или более ранних.
2. Образцы написания иероглифа различными почерками;
3. Общее предисловие (цзун-сюй) — рассуждение о понятии разделов, обозначаемом данным иероглифом;
4. Фразеология (ши-юнь) — названия и выражения, в состав которого входил данный иероглиф; в этой статье цитируются тексты произведений, относящихся ко всем отделам и жанрам китайской литературы.
5. Стихи и проза (ши вэнь) — поэтические и прозаические примеры использования данного иероглифа;
6. Энциклопедическая статья — самая разнородная категория. Сюда могли входить история по династиям, целые биографии, главы классических книг, буддийские и даосские трактаты — целиком, географические статьи[15].

Принцип распределения текстов китайских словарей и литературы по статьям данной энциклопедии следующий:
1. Конфуцианские классики с комментариями, сочинения основоположников даосизма и некоторые другие сочинения разбивались на главы и помещались под тем знаком, на который оканчивалась глава;
2. Исторические хроники тоже расчленялись: летописные главы (бэнь-цзы) шли под заглавием династии, биографии — под иероглифами соответствующих фамилий, обозрения и юридические главы — под знаками соответствующих институтов, и т. д.;
3. Административные единицы из географических сочинений — под именем собственным каждого из них без нарицательной приставки (чжоу, сянь и др.). Статьи об озёрах, реках, гробницах знаменитостей, постройках шли под именем нарицательным каждого из них;
4. Словари распылялись по первым статьям каждого раздела энциклопедии — в словарное определение;
5. Медицина — по основным категориям болезней;
6. Математика — все материалы по ней были опубликованы под единственным знаком «счёт» (кит. 算)
7. Даосскую и буддийскую литературу включали целыми трактатами или даже разделами канонов под одним из знаков заглавия;
8. Учитывали и изящную литературу (не только классическую), её разбивали отчасти по жанрам (тогда тексты следовали под знаком соответствующего жанра), отчасти по темам, и тогда текст мог попасть в любой раздел энциклопедии[14].